# Браунс, Рейнхард
Рейнхард Браунс (нем. Reinhard Brauns; 1861—1937) — немецкий минералог и педагог.

## Биография
Рейнхард Браунс родился 20 августа 1861 года в городке Айтерфельд (близ Касселя).
Сначала занимал кафедру минералогии и геологии в Политехникуме в Карлсруэ, затем перевёлся на ту же должность в Гиссенский университет.  
Работы Браунса посвящены главным образом кристаллографии и кристаллооптике. Наибольшею известностью пользуется его книга «Die optischen Anomalien der Krystalle» (Лейпциг, 1891); а также его «Chemische Mineralogie» (Лейпциг, 1896), которая в 1904 году была переведена на русский язык под редакцией академика Ф. Ю. Левинсона-Лессинга. 
В 1904 году вышло в свет его обширное популярное научное сочинение «Das Mineralreich» (30 выпусков с 94 таблицами, русский перевод которого, под заглавием «Царство минералов», был сделан профессором проф. А. А. Иностранцевым).
Рейнхард Браунс умер 28 января 1937 в городе Бонне.

## Избранная библиография
- Die optischen Anomalien der Krystalle. Leipzig: S. Hirzel, 1891
- Das Mineralreich. Stuttgart 1903.
- Reinhard Brauns, Karl Franz Johann Chudoba: Allgemeine Mineralogie. 12., wesentl. erw. Aufl. der "Mineralogie". Berlin: de Gruyter,  1968
- Reinhard Brauns, Karl Franz Chudoba: Spezielle Mineralogie. Unveränd. Nachdr. d. 11., erw. Aufl. d. Mineralogie 1964. Berlin [u.a.]: de Gruyter, 1979
- Über die Ursache der anomalen Doppelbrechung einiger regulär krystallisirender Salze: Marburg 1883
- Reinhard Brauns: Die Mineralien der Niederrheinischen Vulkangebiete, Mit besonderer Berücksichtigung ihrer Bildung und Umbildung, (Mit Unterstützung der Rheinischen Gesellschaft für wissenschaftliche Forschung), Mit 40 Tafeln, 3 Porträts und 32 Figuren im Text, E. Schweizerbart’sche Verlagsbuchhandlung (Erwin Nägele), Stuttgart 1922
- Anleitung zum Bestimmen der Mineralien von C. W. C. Fuchs, Achte unveränderte Auflage, Neu bearbeitet von Reinhard Brauns, Dr. Phil., Geh. Bergrat, Professor an der Universität Bonn, Mit 27 Abbildungen im Text, Verlag von Alfred Töpelmann (Vormals J. Ricker),Giessen 1930,
- Die Meteoritensammlung der Universität Bonn. In: Verhandlungen des Naturhistorischen Vereins der preußischen Rheinlande und Westfalens, Jg. 83 (1926), S. 160-168. (Der Katalog umfasst 879 Meteoritenproben von 353 verschiedenen Meteoriten mit einer Gesamtmasse von 450 kg)
- Flüssige Kristalle und Lebewesen. 170 Referate aus dem Neuen Jahrbuch und Centralblatt für Mineralogie, Geol. u. Pal. E. Schweizerbart´sche Verlagsbuchhandlung, Stuttgart 1931